# اس‌اس مینا
اس‌اس مینا (به انگلیسی: SS Minna) یک کشتی بود که طول آن ۲۵۲ فوت ۸ اینچ (۷۷٫۰۱ متر) بود. این کشتی در سال ۱۹۲۲ ساخته شد.